# 16104 Stesullivan
16104 Stesullivan è un asteroide della fascia principale. Scoperto nel 1999, presenta un'orbita caratterizzata da un semiasse maggiore pari a 2,2811715 UA e da un'eccentricità di 0,1065059, inclinata di 6,35767° rispetto all'eclittica.